# Eduardo Kusnir
Eduardo Kusnir (1939, Buenos Aires) es un compositor, pianista y director musical argentino. Es particularmente reconocido en el mundo de la música electroacústica.

## Trayectoria
Kusnir estudió dirección orquestal en la Academia Nacional de Música de Bulgaria y tecnología de composición contemporánea y electroacústica en el Instituto Di Tella de Buenos Aires con Gerardo Gandini, Francisco Kröpfl y Fernando von Reichenbach. Obtuvo un doctorado en estética en la Universidad de París VIII con Daniel Charles. Colaboró como director musical del Ballet Nacional de Cuba.
Kusnir vivió en Venezuela desde 1978 hasta el 2001. En Venezuela dictó clases en el Conservatorio de Caracas y en la Universidad Central de Venezuela, donde fue uno de los fundadores del Centro de Documentación e Investigaciones Acústico Musicales (CEDIAM).
En 2011, dirigió el Festival de Música Contemporánea en Buenos Aires "Resonancias de la modernidad" y el Festival "La música en el Di Tella".

## Obras
La siguiente es una selección de obras de Eduardo Kusnir.
- La Panadería (1970).
- Ofrenda (1972).
- Orquideas primaverales (1975).
- Como un suspiro caído del cielo (1975).
- El Encanto del Cisne (1978).
- Blancanieves (teatro electroacústico, 1980-1996).
- Abajo el terror (1984).
- Tres piezes para piano (1984).
- Cómo es Lily (1985).
- Lily en el fuego (1986).
- Todavía sin nombre para mezzosoprano (1987).
- El arpa y su hechizo para arpa y sintetizador (1987).
- Miranda en Francia (1989).
- Simple para contrabajo, narrador y cinta, (1990).
- El retorno (1992).
- Melodía para contrabajo (1993).
- Tap-Tap-Tap (1995).
- Trencito al Caribe (homenaje a Pierre Schaeffer) (1996).
- Juegos I para piano (1996).
- Juegos II para teclado (1998).
- Soplos I, teatro musical para internet (1998).